# Incident de Nankin
Ne doit pas être confondu avec Massacre de Nankin.
L'incident de Nankin (chinois : 南京事件 ; pinyin : Nánjīng Shìjiàn ; Wade : Nan2-ching1 Shih4-chien4) est un événement de mars 1927, lors de la prise de Nankin par l'Armée nationale révolutionnaire (ANR) pendant l'expédition du Nord. Des navires de guerre étrangers bombardent la ville pour défendre les résidents étrangers contre le pillage et les émeutes. Plusieurs navires sont impliqués dans le conflit, appartenant notamment à la Royal Navy et à la US Navy. Des troupes d'infanterie de marine et des marins prennent pied à terre pour des missions de secours. Les soldats de l'ANR, aussi bien nationalistes que communistes, prennent part au pillage et aux combats contre les résidents étrangers de Nankin.

## Contexte
En 1927, Nankin est un port de traité situé sur la rive sud du Yangzi Jiang, le grand fleuve marquant la limite entre Sud et Nord de la Chine. Pour protéger leurs ressortissants actifs dans les ports de traité, les Occidentaux stationnent des vaisseaux de guerre le long du Yangzi. La Royal Navy britannique est sous les ordres du commandant en chef pour la Chine Sir Reginald Tyrwhitt et la United States Navy déploie la Patrouille du Yangzi. Les deux opérations durent 80 ans jusqu'à la Seconde Guerre mondiale.

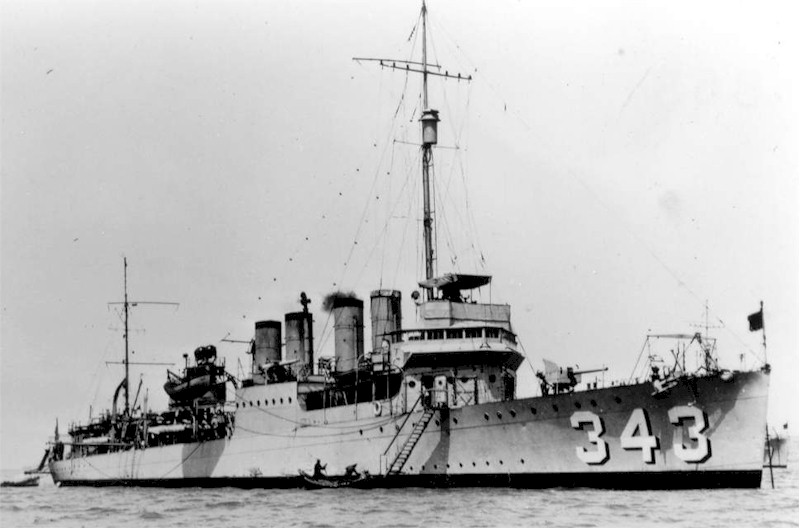
Le destroyer américain.

Le 23 mars 1927, alors que l'Armée nationale révolutionnaire (ANR) approche de Nankin, le seigneur de la guerre Zhang Zongchang ordonne à ses troupes vaincues de se retirer de la ville. Certains de ses soldats, incapables de se retirer à temps, désertent et commencent à piller les propriétés étrangères. Ils agressent aussi deux étrangers,.

## Déroulement
Tôt le matin du 24 mars, l'ANR entre dans Nankin sans rencontrer de résistance de l'armée de Zhang Zongchang. Ils entrent ensuite dans les consulats britannique, américain et japonais à la recherche d'ennemis dissimulés, mais ils quittent la place sans heurts et sans résultat. Cependant, immédiatement après, des soldats en uniforme et des habitants chinois de la ville commencent à s'en prendre aux étrangers. Ils brûlent des maisons, attaquent les consulats britannique, américain et japonais, tuant le vice-président américain de l’Université de Nankin, le Dr John Elias Williams et manquent de peu le consul japonais. La 6e armée de l'ANR, avec son gros contingent de soldats communistes, pille méthodiquement les maisons et les entreprises des résidents étrangers. Les soldats chinois tuent un Américain, deux Britanniques, un Français, un Italien, et un Japonais. Des tireurs chinois visent le consul américain et les soldats chargés de sa protection, les forçant à fuir vers la « colline de Socony » où les citoyens américains trouvent refuge. Pendant ce temps, un soldat chinois déclare « on ne veut pas d'argent, de toute façon, on veut tuer ».
En réaction, la marine britannique envoie immédiatement le croiseur lourd HMS Vindictive, les croiseurs légers HMS Carlisle, Caradoc et Emerald, le dragueur de mines HMS Petersfield, et les destroyers HMS Witherington, Wolsey, Wishart, Gnat, Veteran, Verity et Wild Swan vers Nankin. La canonnière HMS Aphis arrive à la fin du conflit, et le Cricket est aussi impliqué dans les opérations navales de l'époque. Cinq destroyers américains sont aussi envoyés contre l'ANR, notamment le USS Noa commandé par Roy C. Smith (en), William B. Preston, John D. Ford, Pillsbury et Simpson,,.
À 15h38, les soldats de l'ANR et les émeutiers chinois sont éloignés par des explosions et des tirs de mitrailleuse émis par l'Emerald, le Wolsey, le Noa, le Preston et le Carlotto. D'autres navires pourraient avoir pris part à ce bombardement. Après le bombardement, les civils étrangers réfugiés sur la colline de Socony sont secourus par des marins du Noa et du Preston. Les deux vaisseaux américains ont alors lancé 67 obus et des milliers de balles,.

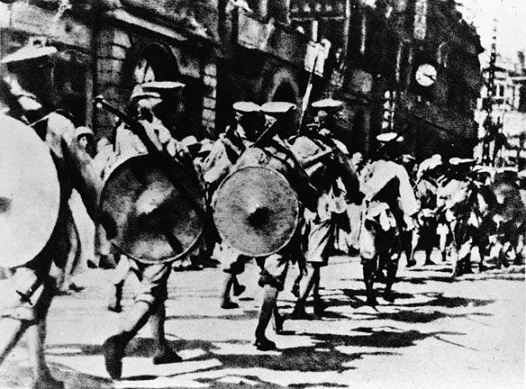
Des soldats chinois du Kuomintang (Armée Nationale Révolutionnaire) entrant dans les concessions britanniques à Hankou pendant l'Expédition du Nord.

Au soir du 24 mars, Nankin brûle et est couverte de cratères de bombes et de débris de la bataille. Tôt le lendemain matin, juste avant l'aube, l'américain USS William B. Preston lève l'ancre pour escorter hors de la zone le SS Kungwo, rempli de réfugiés. Mais des tireurs situés sur la rive touchent le Preston au départ des bateaux. Les Américains répliquent à l'aide de leur mitrailleuse Lewis Mark I et obtiennent le calme après quelques instants.